# Trilogie Fantomas
Pour les articles homonymes, voir Fantômas (homonymie).
 Pour plus de détails, voir Fiche technique et Distribution
La trilogie Fantomas d'André Hunebelle est une trilogie cinématographique française constituée de Fantomas (1964), Fantomas se déchaîne (1965) et Fantomas contre Scotland Yard (1967).
Ces trois longs métrages, très librement inspirés des romans d'origine, écrits à partir des années 1910, tiennent une place à part parmi les multiples adaptations cinématographiques de Fantomas. Annoncés par des slogans comme « Fantomas, l'ennemi public no 1 de vos soucis quotidiens », les films font vivre un Fantômas d'un genre nouveau, assez éloigné du génie du crime revendiqué par le surréalisme. Jouant du personnage de Fantômas avec désinvolture, certains voient dans cette trilogie souvent décriée « une sorte de chef-d'œuvre d'un genre cinématographique dont elle est quasiment l'une des seules représentantes : le film d'action terrifiant et burlesque ».
Depuis la sortie du premier film en 1964, le succès ne s'est jamais démenti et la trilogie fait régulièrement l'objet d'une actualité : sortie en DVD (2001), restauration des négatifs, réenregistrement de la musique (2001), passages télévisés sur les chaînes nationales françaises, etc.

## Galerie

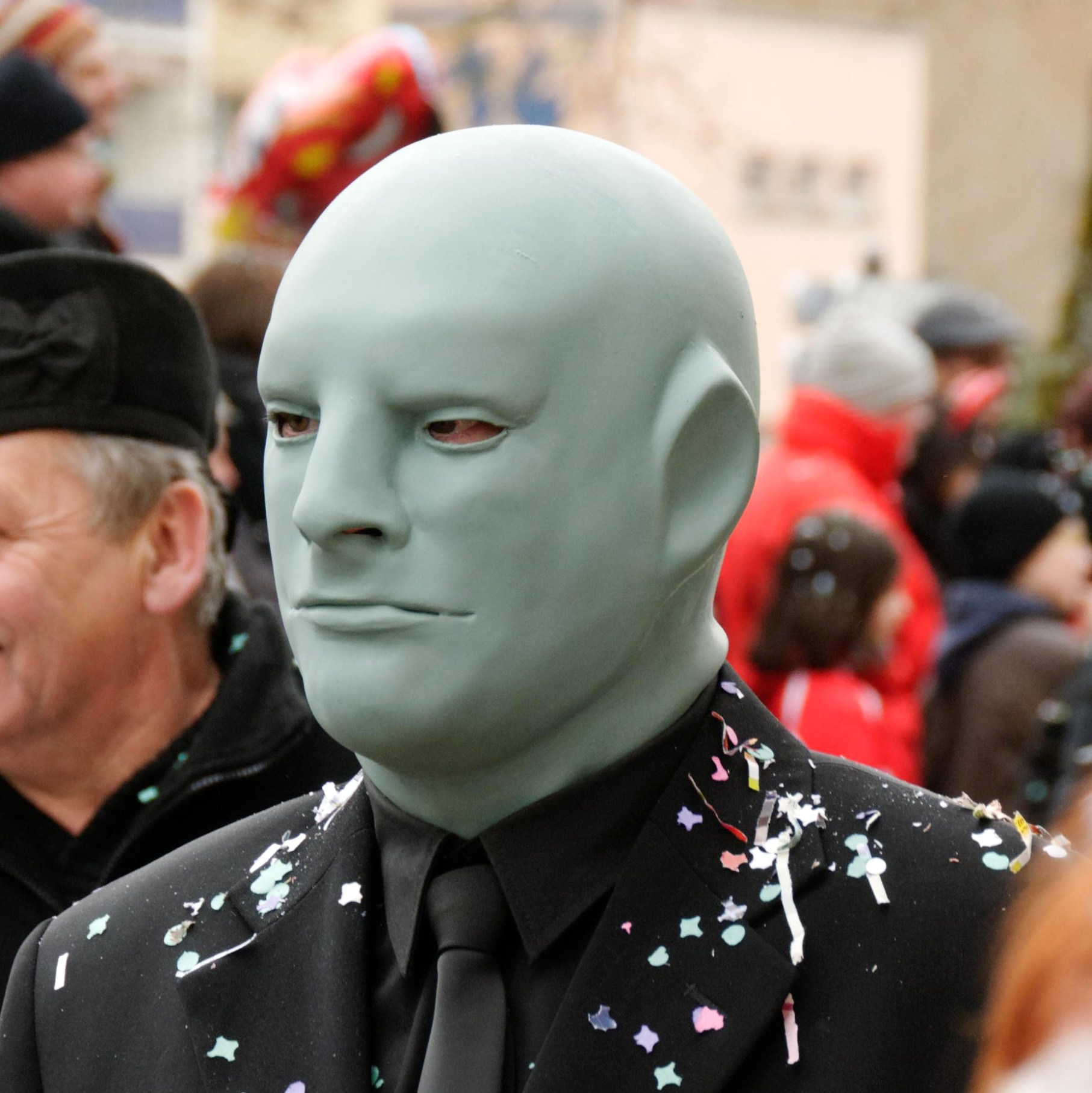
Masque de Fantômas au carnaval de Belfort en 2013.

Affiches de cinéma japonaises
Fantomas se déchaïne (1965)
Fantomas contre Scotland Yard (1967)

## Fiche technique
|                              | Films                       | Films                                | Films                 |
| Fantomas (1964)              | Fantomas se déchaine (1965) | Fantomas contre Scotland Yard (1967) |                       |
| ---------------------------- | --------------------------- | ------------------------------------ | --------------------- |
| Réalisation                  | André Hunebelle             | André Hunebelle                      | André Hunebelle       |
| Réalisation (seconde équipe) | Jacques Besnard             | Jacques Besnard                      | Michel Wyn            |
| Scénario                     | Jean Halain                 | Jean Halain                          | Jean Halain           |
| Scénario                     | Pierre Foucaud              |                                      |                       |
| Photographie                 | Marcel Grignon              | Raymond Lemoigne                     | Marcel Grignon        |
| Montage                      | Jean Feyte                  | Jean Feyte                           | Pierre Gillette       |
| Décors                       | Paul-Louis Boutié           | Max Douy                             | Max Douy              |
| Costumes                     | Mireille Leydet             | Mireille Leydet                      | Mireille Leydet       |
| Son                          | René-Christian Forget       | René-Christian Forget                | René-Christian Forget |
| Effets spéciaux              | Gil Delamare                | Gil Delamare                         |                       |
| Effets spéciaux              | Gérard Cogan                |                                      |                       |
| Effets spéciaux              | Rémy Julienne               | Jean-Jacques Dubourg                 | Gérard Streiff        |
| Effets spéciaux              | Jean Sunny                  | François Sune                        | François Nadal        |
| Effets spéciaux              | Claude Carliez              |                                      |                       |
| Musique                      | Michel Magne                | Michel Magne                         | Michel Magne          |
| Production                   | Alain Poiré                 | Alain Poiré                          | Alain Poiré           |
| Production                   | Luciano Ercoli              | Paul Cadéac                          | Paul Cadéac           |
| Production                   | Cyril Grize                 | André Hunebelle                      | André Hunebelle       |
| Production                   | Alberto Pugliese            | René Fargeas                         | René Fargeas          |
| Société de distribution      | Gaumont                     | Gaumont                              | Gaumont               |
| Genre                        | comédie policière           | comédie policière                    | comédie policière     |
| Durée                        | 104 minutes                 | 99 minutes                           | 105 minutes           |
| Dates de sortie              | 4 novembre 1964             | 8 décembre 1965                      | 16 mars 1967          |

## Distribution
|                                                                  | Films                                       | Films                                       | Films                                       |
| Fantomas (1964)                                                  | Fantomas se déchaîne (1965)                 | Fantomas contre Scotland Yard (1967)        |                                             |
| Personnages introduits par le film Fantomas                      | Personnages introduits par le film Fantomas | Personnages introduits par le film Fantomas | Personnages introduits par le film Fantomas |
| ---------------------------------------------------------------- | ------------------------------------------- | ------------------------------------------- | ------------------------------------------- |
| Jérôme Fandor                                                    | Jean Marais                                 | Jean Marais                                 | Jean Marais                                 |
| Fantômas                                                         | Jean Marais                                 | Jean Marais                                 | Jean Marais                                 |
| Fantômas                                                         | Raymond Pellegrin (voix)                    |                                             |                                             |
| le Commissaire Paul Juve                                         | Louis de Funès                              | Louis de Funès                              | Louis de Funès                              |
| Hélène Gurn                                                      | Mylène Demongeot                            | Mylène Demongeot                            | Mylène Demongeot                            |
| l'Inspecteur Michel Bertrand                                     | Jacques Dynam                               | Jacques Dynam                               | Jacques Dynam                               |
| Le directeur du Point du jour                                    | Robert Dalban                               | Robert Dalban                               | Robert Dalban                               |
| Lady Maud Beltham                                                | Marie-Hélène Arnaud                         |                                             |                                             |
| l'Inspecteur Léon                                                | Michel Duplaix                              | Michel Duplaix                              |                                             |
| l'Inspecteur Pierre                                              | Christian Toma                              | Christian Toma                              |                                             |
| M. Royer                                                         | Hugues Wanner                               |                                             |                                             |
| la speakerine                                                    | Anne-Marie Peysson                          |                                             |                                             |
| l'habilleuse                                                     | Andrée Tainsy                               |                                             |                                             |
| le directeur du casino                                           | Jacques Berger                              |                                             |                                             |
| Personnages introduits par le film Fantomas se déchaîne          |                                             |                                             |                                             |
| le professeur Lefèvre                                            |                                             | Jean Marais                                 |                                             |
| le professeur Lefèvre                                            | Georges Chamarat (voix)                     |                                             |                                             |
| Michel Gurn dit Michou                                           |                                             | Olivier de Funès                            |                                             |
| le professeur Marchand                                           |                                             | Albert Dagnant                              |                                             |
| le professeur canadien                                           |                                             | Arturo Dominici                             |                                             |
| le professeur suisse                                             |                                             | Mino Doro                                   |                                             |
| le professeur suisse                                             | Aram Stephan (voix)                         |                                             |                                             |
| le ministre                                                      |                                             | Robert Le Béal                              |                                             |
| l'agent de police ferroviaire                                    |                                             | Jacques Marin                               |                                             |
| le directeur de la clinique psychiatrique                        |                                             | Jean Michaud                                |                                             |
| le président de l'assemblée                                      |                                             | Pietro Tordi                                |                                             |
| le président de l'assemblée                                      | Edmond Bernard (voix)                       |                                             |                                             |
| Personnages introduits par le film Fantomas contre Scotland Yard |                                             |                                             |                                             |
| Lord Edward Mac Rashley                                          |                                             |                                             | Jean-Roger Caussimon                        |
| Lady Dorothée Mac Rashley                                        |                                             |                                             | Françoise Christophe                        |
| Tom Smith                                                        |                                             |                                             | André Dumas                                 |
| Sir Walter Brown                                                 |                                             |                                             | Jean Marais                                 |
| Giuseppe Luigi                                                   |                                             |                                             | Jean Marais                                 |
| Albert, le majordone                                             |                                             |                                             | Jean Ozenne                                 |
| Alexandre, un domestique                                         |                                             |                                             | Max Montavon                                |
| Godfrey, l'homme à la vieille voiture                            |                                             |                                             | Henri Attal                                 |
| William                                                          |                                             |                                             | Antoine Baud                                |
| Richard                                                          |                                             |                                             | Hubert de Lapparent                         |
| un chef de la mafia                                              |                                             |                                             | Guy Delorme                                 |
| le maharadjah de Kimpura                                         |                                             |                                             | Michel Thomass                              |
| l'interprète du maharadjah                                       |                                             |                                             | Roger Trapp                                 |

## La genèse
Il existe plusieurs hypothèses quant à la genèse de la trilogie. Jean Marais rapporte que c'est lui qui, sur une suggestion de Jean Cocteau, proposa l'idée d'une nouvelle adaptation cinématographique de Fantômas à André Hunebelle. De son côté le producteur Paul Cadéac, qui dirigeait avec Hunebelle la société de production PAC, explique que c'est Alain Poiré qui est venu le voir pour produire avec lui un Fantômas sur lequel il travaillait depuis un certain temps sans aboutir. D'autres versions courent mais il semble en tout cas que Michel Audiard fut associé un temps au projet.
Quelques incertitudes subsistent aussi sur la distribution: il semble qu'André Hunebelle avait d'abord choisi de reconstituer le duo Bourvil/Marais qu'il avait déjà dirigé dans Le Capitan et Le Bossu, avant que Louis de Funès n'obtienne le rôle sur la recommandation d'Alain Poiré. Enfin certains, comme Mylène Demongeot, affirment qu'Hunebelle avait promis le rôle-titre à Raymond Pellegrin qui ne sera finalement que la voix de Fantômas.
À travers les trois films, Jean Marais assure lui-même les figurations des déguisements de Fantomas (en plus des modèles originaux) à l'exception de celui du commissaire Juve dans le premier film  (Louis de Funès jouant les scènes avec quelques prothèses faciales) puis Lord Mac Rashley dans le troisième dont les scènes sont assurées par Jean-Roger Caussimon (doublé par la voix de Raymond Pellegrin pour distinguer Fantomas).
À l'origine, le commissaire Juve ne devait pas revenir dans le second film puisqu'il ne figurait pas dans le scénario qui avait été écrit durant le tournage du premier film. Cependant, Louis de Funès ayant entre-temps acquis une immense popularité avec les succès du Corniaud (11 millions d'entrées), Le Gendarme de Saint-Tropez (7 millions d'entrées) et Fantomas (4,5 millions d'entrées), Jean Halain et André Hunebelle décidèrent de réintégrer son personnage.

## Un Fantômas d'un genre nouveau
Reprenant les personnages principaux (Fantômas, le journaliste Fandor, le commissaire Juve, Hélène et Lady Beltham) de l'œuvre, Hunebelle et Jean Halain, son fils et scénariste proposent dans la trilogie un Fantômas d'un genre nouveau, loin de la matière littéraire de Pierre Souvestre et Marcel Allain. On retrouve bien l'inquiétant criminel aux mille visages mais le climat macabre est escamoté au profit d'un mélange de fantaisie, d'humour et d'action. La formule du Fantômas selon Hunebelle : l'action (Marais) + le rire (de Funès) + le charme (Demongeot) + la menace (Pellegrin, la voix inquiétante de Fantômas) le tout imprégné de références à la culture « pop » française des années 1960 et notamment les premiers films de James Bond, la DS, le Type H, la science-fiction, la Terrasse Martini sur les Champs-Élysées, la télévision, etc.
Même si plus de 50 ans séparent la parution du premier roman de cette adaptation, Marcel Allain, un des deux pères de Fantômas, a pu découvrir la trilogie. Dans la préface de Sur la piste de Fantômas, Mylène Demongeot écrit : « Je me souviens avoir rencontré Marcel Allain au moment où il achevait la lecture du scénario... Il n'était pas content du tout ! Mais, après le grand succès du film, il semble qu'il se soit résigné, et, finalement, il a été satisfait de voir son Fantômas revivre de cette façon-là. » Toutefois, certains aspects des films ont passablement irrité Allain, comme la cour que fait Fantômas à Hélène dans les deux premières aventures (dans les romans, Fantômas est le père d'Hélène) ou le frère que l'on donne à Hélène dans Fantomas se déchaîne.
Dans le premier épisode de la trilogie, Fantômas apparait également sous un jour misogyne qu'on ne lui connaissait pas dans les romans. Parlant de Lady Beltham, il déclare : « C'est la femme idéale. C'est bien simple : elle a tous les défauts. »

## L'esprit «James Bond»
Les deux premiers Fantomas de Hunebelle puisent leur influence des films de James Bond, phénomène cinématographique, sociologique et culturel majeur de l'époque. Le premier film de la série, James Bond 007 contre Dr No sort deux ans auparavant et Hunebelle propose, selon Jean-Pierre Desagnat, premier assistant sur Fantomas se déchaîne, « une version pleine de bonhomie des films de James Bond » qui déferlaient alors sur les écrans. La référence est même explicite dans les dialogues lorsque Juve tance ses policiers dans Fantomas se déchaîne : « De quoi auriez-vous l'air si Fantômas était arrêté par un zéro-zéro-quelconque ? [...] Nous sommes à l'époque des agents secrets et des gadgets [...] Vous n'allez jamais au cinéma ? »
Pensant l'intérêt du public émoussé pour ce genre, les scénaristes et le metteur en scène décident de revenir aux sources pour le dernier volet de la série. Hunebelle déclare dans le journal Combat en mars 1967 : « Nous allons nous rapprocher du Fantômas traditionnel, celui des romans de Marcel Allain, et renoncer à l'esprit James Bond. » S'il est vrai que cet épisode est plus macabre que les deux précédents (un cadavre apparaît puis disparaît, etc.), on retrouve encore dans le film quelques ingrédients du cocktail « bondien » comme les gadgets (la moviebox), les véhicules extraordinaires (une fusée), les cascades, etc. L'humour reste cependant très présent.

### Fantômas, un méchant à la «James Bond»
Alors que dans les romans, Fantômas ne cherche qu'à amasser les richesses, chez Hunebelle, Fantômas devient un méchant à la James Bond, ayant un « objectif » comme dominer ou détruire le monde. Ainsi, dans Fantomas se déchaîne, il affirme qu'il sera bientôt le maître du monde et se propose d'asservir les masses en utilisant un rayon hypnotique alors que dans Fantômas contre Scotland Yard, il annonce être dans la capacité de faire sauter la planète.
Ce Fantômas, contrairement au personnage de Allain et Souvestre, s'intéresse à la science. Par exemple, dans Fantomas et Fantomas se déchaîne, il désire se livrer à des expérimentations sur les cerveaux de Fandor et Juve. Le savant se double d'un technicien de génie inventant des gadgets dignes de la science-fiction. Certes le héros négatif des origines avait parfois recours à des accessoires mais ils étaient plutôt simples, rien de comparable à la sophistication atteinte dans les films. À tel point que dans Fantômas se déchaîne, on nous montre le criminel dans un laboratoire où il dirige une armée de savants à sa solde sans doute chargés de lui fournir les moyens d'accomplir sa « mission ».
Finalement, comme beaucoup des adversaires de James Bond, le Fantômas high-tech possède des repaires vastes et ultra-modernes, inspirés de la science-fiction. Le décorateur Max Douy responsable du décor du repaire de Fantomas se déchaîne deviendra le décorateur de Moonraker (1979).

### Les gadgets
Comme dans les films de James Bond, les personnages de la trilogie ont recours à des gadgets élaborés pour les tirer d'un mauvais pas ou simplement pour obtenir un avantage significatif.

#### Les gadgets de Fantômas
Les gadgets les plus décisifs de Fantômas sont ses masques qui lui permettent de se composer n'importe quelle tête. Il déclare dans le premier film : « Un procédé de mon invention me permet de reconstituer à la perfection la peau humaine. J'ai réalisé la plupart de mes forfaits avec les visages de mes propres victimes. » Le Fantômas de Hunebelle « n'a plus recours à des postiches de théâtre [...] Il utilise de véritables masques-peaux, qu'il enfile comme des gants » par-dessus un autre masque — celui qui dissimule ses traits —.
L'apparition de la DS volante constitue l'un des grands moments de Fantomas se déchaîne. Poursuivi par Fandor et Juve à la fin du film, Fantômas ne doit son salut qu'à cet incroyable gadget qui lui permet de s'échapper par la voie des airs. Ailes déployées, réacteurs jaillis de derrière la plaque minéralogique, la DS, élément de la mythologie des années 1950/60 selon Roland Barthes, conforte le Fantômas de Hunebelle dans son « statut d'icône sixties ».
Le concept de cette voiture volante sera d'ailleurs repris dans un James Bond : L'Homme au pistolet d'or

La « DS volante » de Fantômas utilisée sur le tournage du film, exposée lors de l'édition 2016 du Mondial de l'automobile de Paris.
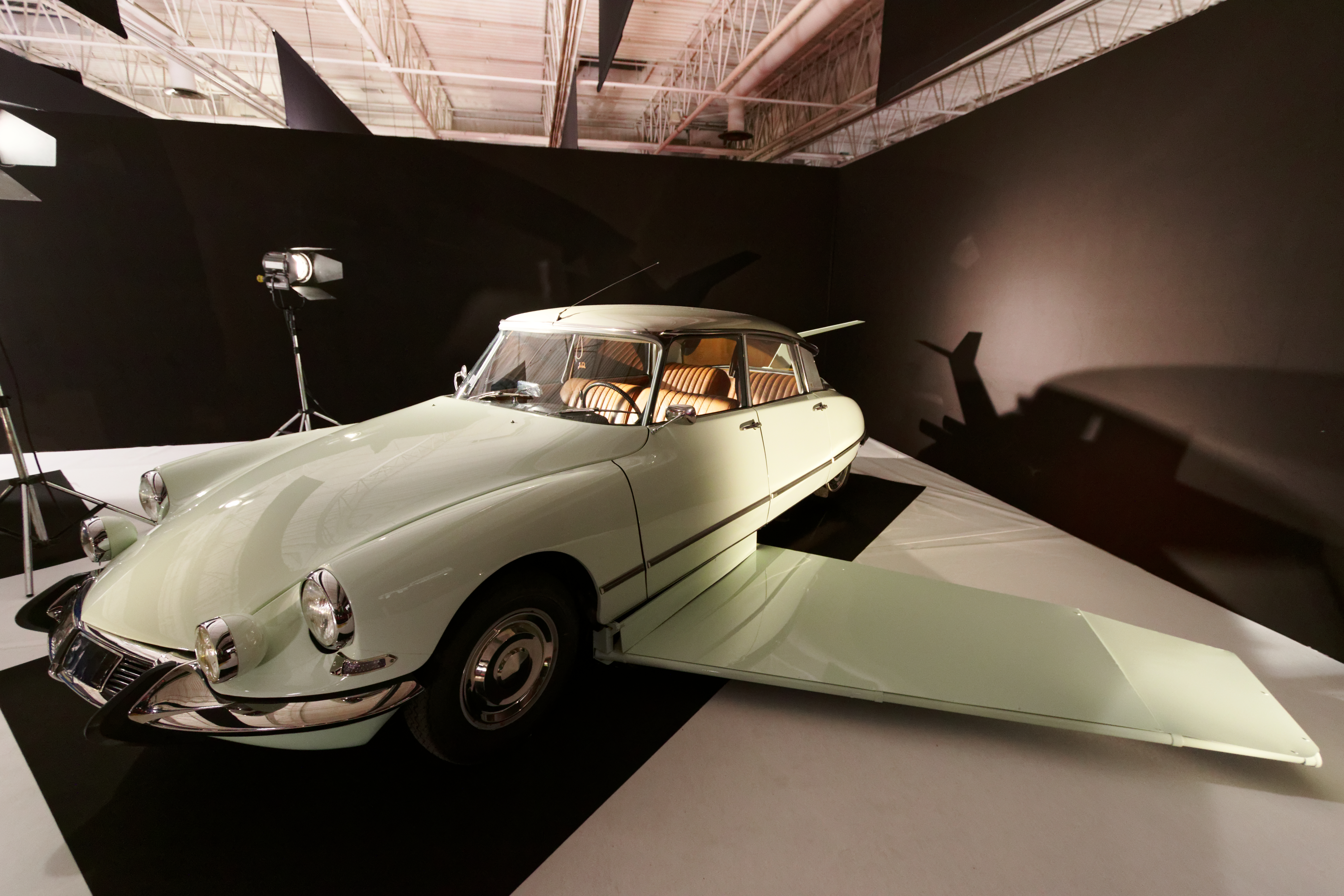
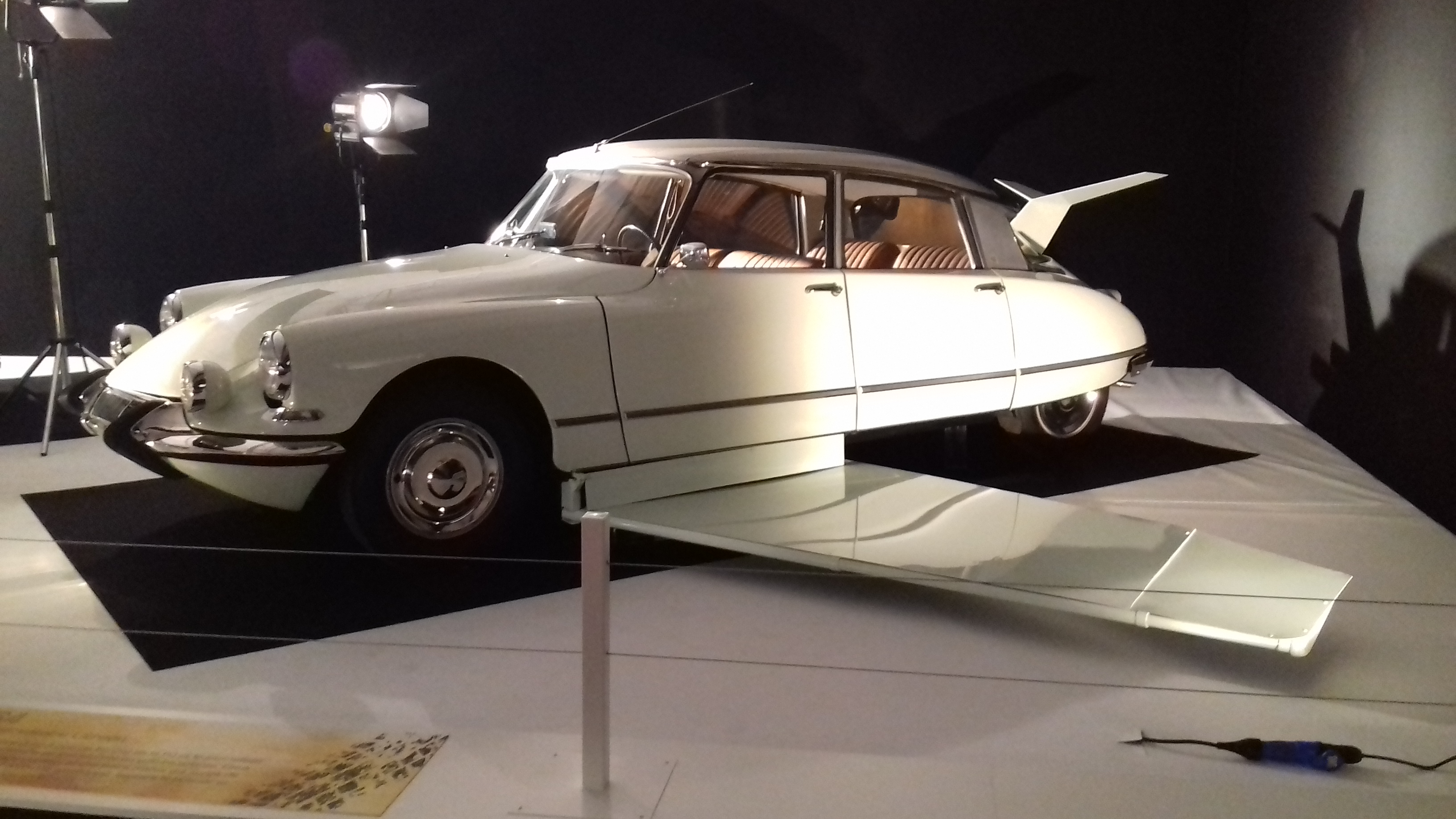
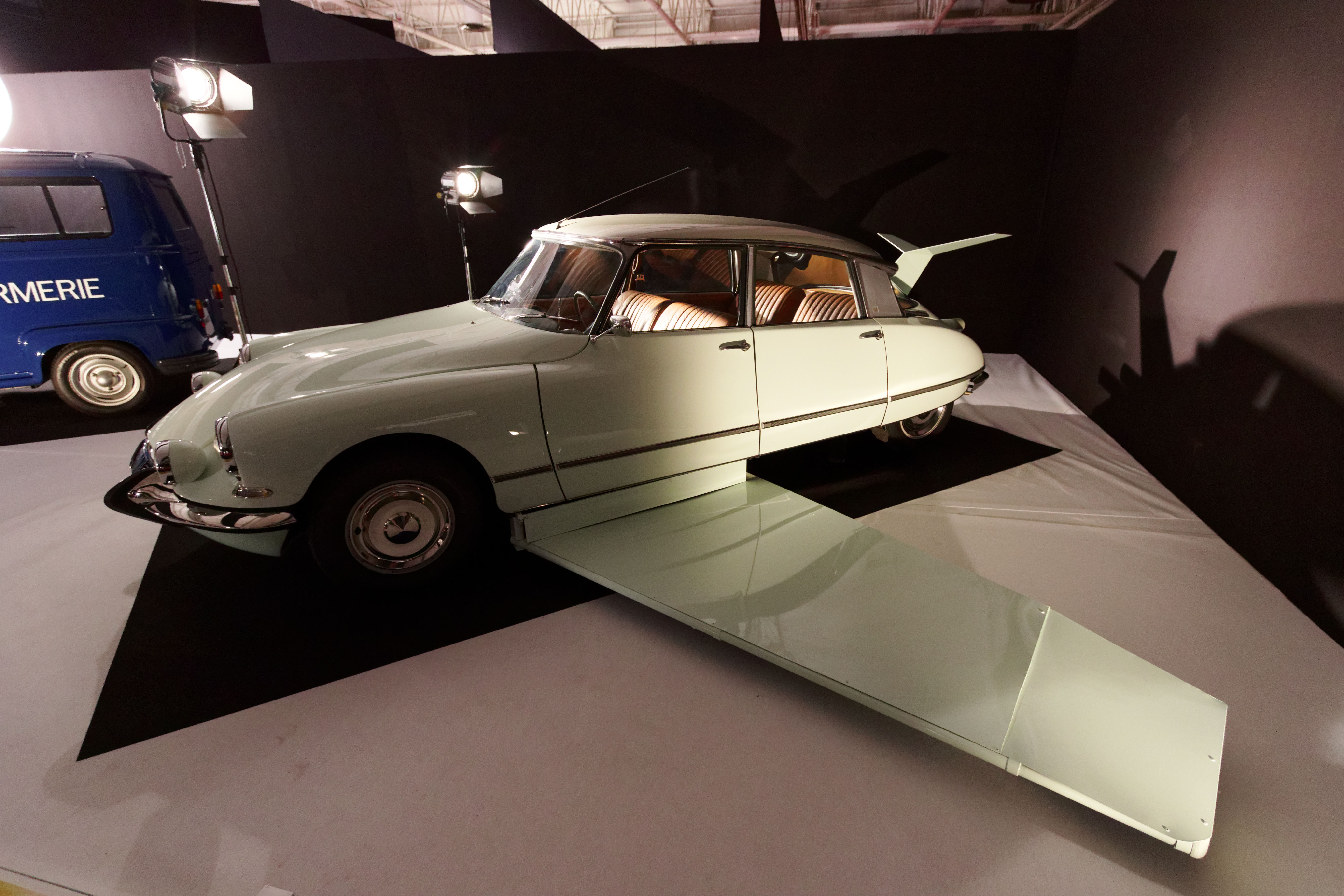
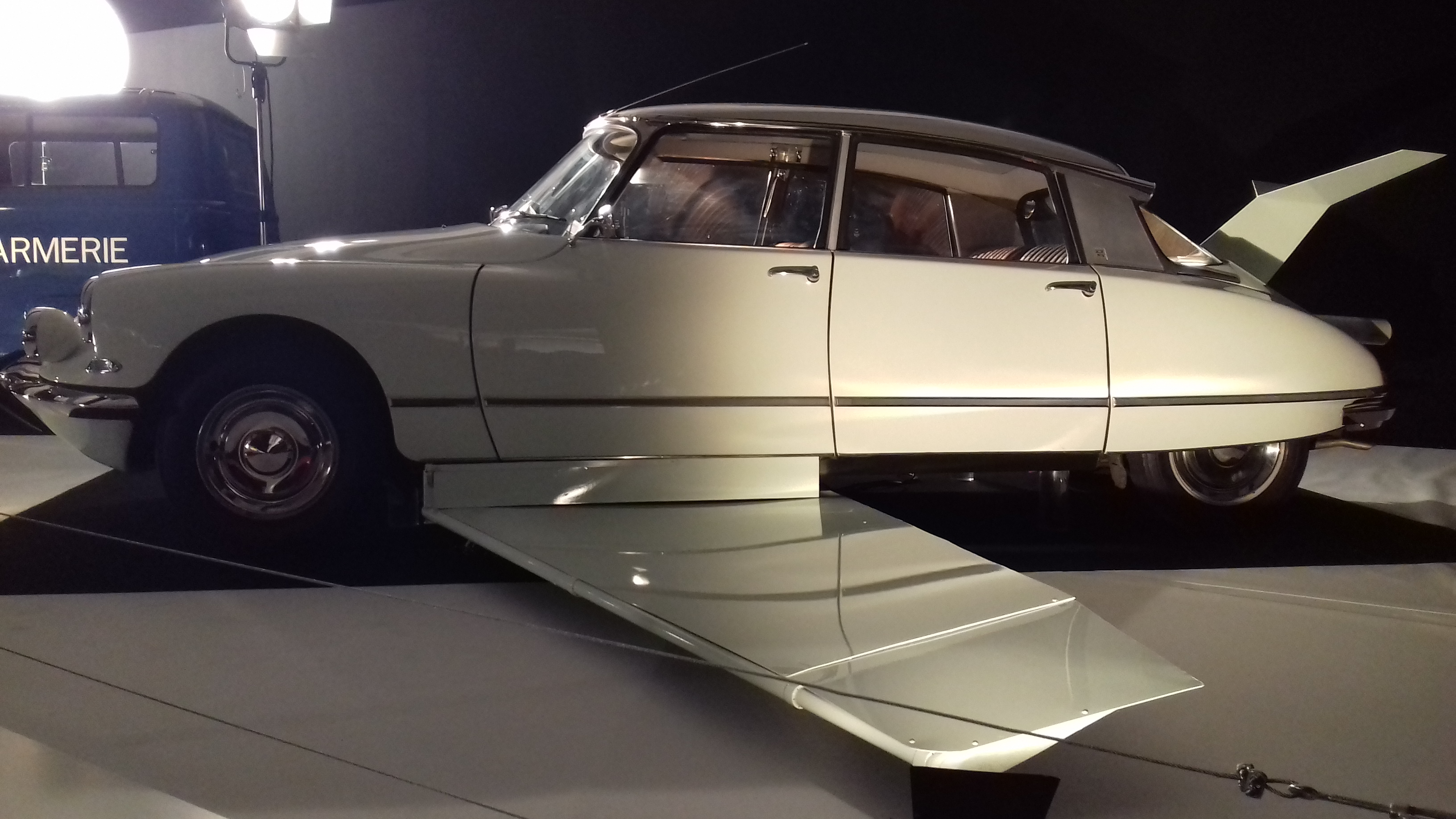

Dans Fantomas contre Scotland Yard, Fantômas utilise « un petit gadget de [son] invention », la moviebox, pour exposer ses capacités de nuisance et terroriser Lord Mac Rashley. Grâce à cet appareil, une sorte de lecteur vidéo portable improbable à l'époque, le criminel présente des images de ses méfaits, en fait des extraits des deux premiers films, à son interlocuteur pour le convaincre de coopérer.

#### Les gadgets de Juve
Le policier n'utilise des gadgets que dans le deuxième épisode de la trilogie, Fantomas se déchaîne. Il se dote de « petite[s] invention[s] destinée[s] à surprendre l'adversaire », précisant à ses hommes : « Nous sommes à l'époque des agents secrets et des gadgets [...] Vous n'allez jamais au cinéma ? »
Le cigare-pistolet se présente sous l'aspect d'un banal cigare mais offre la possibilité de tirer un projectile lorsque par exemple on en mord la tête ou que l'on règle le détonateur par un minuteur en tournant la bague.
La gabardine-gadget, la gabardine ne servant qu'à cacher le mécanisme, est un bras artificiel qui se substitue à un bras de celui qui la porte tout en étant solidaire des mouvements de son bras opposé. Lorsque le commissaire Juve, mis en joue par un des hommes de Fantômas, lève les deux mains en l'air, il dispose en fait de sa seconde vraie main cachée sous son manteau et prête à surgir armée d'un pistolet. Ce gadget s'inspire peut-être du roman Juve contre Fantômas dans lequel Juve tente d'agripper un Fantômas qui s'échappe en lui laissant un, puis deux bras postiches.
Le commissaire Juve s'invite au bal masqué donné par Fantômas avec l'espoir d'arrêter le criminel. Costumé en pirate avec un cache sur l'œil et une fausse jambe de bois, le policier un moment menacé par quatre séides de Fantômas les met hors d'état grâce à son pilon-mitraillette. Marcel Allain, qui n'était parfois pas tendre avec l'adaptation de André Hunebelle, notera dans Fantômas ? C'est Marcel Allain à propos de ce gadget : « Il y a une certaine jambe de bois-mitraillette [...] Çà, c'est du Fantômas — et du meilleur. »

### Les courses-poursuites
Dans Fantomas et Fantomas se déchaîne, la course-poursuite finale des deux opus fut réglée par le cascadeur de l'époque Gil Delamare qui engagea dans le premier épisode Rémy Julienne pour réaliser des acrobaties à moto. Cette course-poursuite finale est un morceau d'anthologie, car elle rend en quelque sorte un hommage aux moyens de transport du XXe siècle (voitures, motos, train à vapeur, Chris-Craft, sous-marin, hélicoptère, canot pneumatique...). De plus, toutes les cascades sont réalisées par Jean Marais lui-même, mis à part dans le deuxième épisode dans lequel il se fait doubler pour de la chute libre. Rémy Julienne participera par la suite à de nombreux James Bond. Enfin, la course-poursuite qui termine le deuxième film permet à Fantômas d'utiliser un véhicule qui reste emblématique de la trilogie, la DS volante.
Dans les trois épisodes, les bagarres ont été réglées par Claude Carliez, maître d'armes et cascadeur hors pair, spécialiste des duels à l'épée et des combats dans le cinéma français. De plus, Carliez chorégraphie, quelques années plus tard, les combats des James Bond Moonraker (1979) et Dangereusement vôtre (1985).
Dans Fantomas contre Scotland Yard une seule poursuite à cheval a lieu. Cette séquence fut réglée par le conseiller équestre François Nadal qui participa notamment à plusieurs films à grand succès tels que Le Bossu (1959), Le Capitan (1960), La Tulipe noire (1964) ou La Folie des grandeurs (1971).

### Les lieux exotiques
Rome, le Vésuve, l'Écosse... En réalité le château écossais de Lord Mc Rashley se situe dans le Sud-Ouest de la France. Il s'agit du château de Roquetaillade implanté sur la commune de Mazères (Gironde).
La ligne de train et le passage à niveau se situent à côté de Marolles-sur-Seine en Seine-et-Marne.

## L'homme au masque
Lorsqu'il apparaît sous sa propre identité, l'apparence du Fantômas de Hunebelle ne peut qu'impressionner le spectateur. Dans les trois films, le monstre ne dissimule pas son visage par une cagoule comme souvent le personnage des romans mais sous un masque qui lui compose un second visage, sans trait et qui semble continuellement esquisser un sourire sarcastique. Ce masque, dont Jean Marais s'attribue l'invention et qui fut développé par le décorateur Gérard Cogan, donne au personnage un côté inquiétant et presque inhumain. Pour le reste, le nouveau Fantômas n'est plus habillé en maillot de gymnaste et cape noire, mais il est vêtu très élégamment, chemise et cravate sombre sur costume sombre, cédant aux canons de la mode la plus hype des années soixante.
Au-delà de l'apparence, il y a aussi la voix de Fantômas, cette voix inquiétante et belle qui ajoute à l'étrangeté du criminel. D'ailleurs ce n'est pas Jean Marais, son incarnation, qui lui prête sa voix, mais un autre, Raymond Pellegrin. Aussi comme le remarquent les auteurs de Fantômas, style moderne : « Il faut donc désormais deux acteurs (un pour l'image, un pour le son) pour représenter Fantômas. Après avoir pris les apparences de tout le monde, il devient lui-même sujet clivé qui ne tient plus ensemble, pure construction figurale faite de fragments d'autres corps. »

## Les identités multiples

### Incarnations des personnages dans la trilogie
Les films reprennent et amplifient le jeu de masques et d'identités déjà présent dans les romans ainsi que les quiproquos, ici parfois sur le mode comique, qui en découlent. La liste des incarnations et déguisements réalisés par les quatre personnages principaux (Fantômas, le journaliste Fandor, le commissaire Juve et Hélène) est donnée dans le tableau suivant :
|          | Fantomas                                               | Fantomas se déchaîne | Fantomas contre Scotland Yard               |
| -------- | ------------------------------------------------------ | --- | ------------------------------------------- |
| Fantômas | Lord Geoffroy Shelton Fandor Juve Un gardien de prison | Le professeur Lefebvre Le marquis de Rostelli                                                                                  | Sir Walter Browne Lord Mac Rashley Giuseppe |
| Fandor   | Fantômas                                               | Le professeur Lefebvre Un dandy                                                                                                | —                                           |
| Juve     | Un clochard                                            | Un colonel de l'armée italienne Un employé des wagons-lits Un valet de chambre de l'hôtel Cavaliere Hilton Un évêque Un pirate | Un fantôme                                  |
| Hélène   | —                                                      | — | Lady Dorothée Mac Rashley                   |

### L'ubiquité de Jean Marais
Dans la trilogie, Jean Marais joue à la fois le rôle de Fandor et celui de Fantômas. Suivant les scènes, il est à la fois le bourreau et la victime, le poursuivant et le poursuivi, etc. Dans Fantomas se déchaîne, Jean Marais joue un troisième rôle, celui du professeur Lefebvre. Comme Fandor et Fantômas vont prendre l'identité du savant, Jean Marais est donc dans le film à la fois Fantômas, Fandor, le professeur, Fantômas en professeur Lefebvre et Fandor en professeur Lefebvre. Tous se courent après et se tapent dessus, ce qui permet à Azoury et Lalanne d'écrire : « On frôle alors le film fantômassien absolu, où un seul acteur se serait emparé de tous les personnages et peuplerait à lui seul tous les plans dans toutes ses métamorphoses. »

## Dérive comique: un Juve/de Funès trépidant
Le Juve incarné par Louis de Funès dans les trois films est loin du Juve de Souvestre et Allain. Dans les romans, le policier est un calculateur qui établit des plans extraordinaires et qui possède une étonnante puissance de déduction à la Sherlock Holmes. Le Juve de Hunebelle est très différent, râleur et gaffeur, et l'interprétation trépidante de de Funès, génial dans Fantomas contre Scotland Yard selon Jean Tulard dans son Dictionnaire du cinéma, entraîne la trilogie vers le comique. De plus, entre le premier et le dernier Fantomas, de Funès accumulant les succès avait changé de stature et Michel Wyn, le réalisateur de la seconde équipe sur Fantomas contre Scotland Yard confie : « Le rôle de Jean Marais était escamoté au profit des pitreries de de Funès, au fur et à mesure des films. Marais éprouvait une certaine amertume, il dépassait les cinquante ans et avait du mal à effectuer les cascades. »

## Box-office
- Fantomas : 5e en 1964 avec 4 492 419 entrées[6],[7]
- Fantomas se déchaîne : 6e en 1965 avec 4 163 000 entrées[8],[7]
- Fantomas contre Scotland Yard : 5e en 1967 avec 3 557 971 entrées[9],[7]

| Titre                         | Dates de sorties en France | Box-office | Box-office        | Box-office         | Box-office        | Sources           |        |
| Titre                         | Dates de sorties en France | Total      | France            | Union soviétique   | Espagne           | Sources           | Italie |
| ----------------------------- | -------------------------- | ---------- | ----------------- | ------------------ | ----------------- | ----------------- | ------ |
| Fantomas                      | 4 novembre 1964            | 54 405 124 | 4 492 419 entrées | 45 500 000 entrées | 1 812 705 entrées | 2 600 000 entrées | [ 11 ] |
| Fantomas se déchaîne          | 8 décembre 1965            | 51 861 553 | 4 212 446 entrées | 44 700 000 entrées | 2 949 107 entrées | no 88             | [ 12 ] |
| Fantomas contre Scotland Yard | 16 mars 1967               | 39 725 698 | 3 557 971 entrées | 34 300 000 entrées | 2 167 727 entrées | N*C               | [ 13 ] |

## Autour de la trilogie

### Slogans
Les slogans choisis pour le lancement des films[réf. nécessaire] insistent sur l'aspect comique :
- « Fantomas, l'ennemi public no 1 de vos soucis quotidiens. »
- « Voir Fantomas et mourir de rire. »

### Bandes originales
Michel Magne est le compositeur de la bande originale des trois films. Cette musique n'a pratiquement pas fait l'objet d'exploitation discographique, puisque seul un 45 tours de quatre titres a été pressé lors de la sortie de Fantomas se déchaîne. Lorsqu'en 1969, un incendie dans le studio du château d'Hérouville détruit une bonne partie des archives, bandes et partitions du compositeur, la musique de la trilogie semble définitivement perdue. Pourtant, en 2001, soit 15 ans après la mort du musicien, Raymond Alessandrini, arrangeur et pianiste de Magne, reconstitue la partition à partir des éléments encore disponibles et de repiquages sur les films. À la suite de ce patient travail, la musique est réenregistrée en une seule journée le 18 janvier 2001 par une vingtaine de musiciens, comme en 1964, et trouve enfin sa consécration discographique.

### Fin de la saga
Jean Marais et Louis de Funès, devenus des super-stars du box office, auraient demandé des cachets exorbitants, et par conséquent, les producteurs décidèrent de ne pas donner suite comme Mylène Demongeot l'a déclaré à différentes reprises :

« Le génie comique de Louis de Funès faisait de l'ombre à Jean Marais. De Funès ne pouvait pas faire autrement, Marais l'a mal pris. On le sent dans le troisième épisode. Après, la question des salaires a définitivement réglé le problème. »

Un 4e script, Fantomas à Moscou (dans lequel Fandor apprend qu'il est le véritable fils de Fantômas) était cependant dans les tiroirs pour parer à toute éventualité,,.

### Discographie
- Michel Magne, Fantômas / Fantômas se déchaîne / Fantômas contre Scotland Yard[réf. nécessaire]